# Associazione Sportiva Bisceglie 1995-1996
Questa voce raccoglie le informazioni riguardanti l'Associazione Sportiva Bisceglie nelle competizioni ufficiali della stagione 1995-1996.

## Rosa
| N. |                   | Ruolo | Calciatore         |
| -- | ----------------- | ----- | ------------------ |
|    | Italia (bandiera) | D     | Roberto Canistro   |
|    | Italia (bandiera) | C     | Maurizio Carlucci  |
|    | Italia (bandiera) | P     | Vito Castelletti   |
|    | Italia (bandiera) | C     | Pasquale Catalano  |
|    | Italia (bandiera) | C     | Luca Cerqueti      |
|    | Italia (bandiera) | A     | Andrea Deflorio    |
|    | Italia (bandiera) | D     | Giorgio Di Bari    |
|    | Italia (bandiera) | D     | Riccardo Di Bari   |
|    | Italia (bandiera) | P     | Roberto Di Gennaro |
|    | Italia (bandiera) | D     | Nicola Diliso      |
|    | Italia (bandiera) | D     | Giuseppe Di Meo    |

| N. |                   | Ruolo | Calciatore                 |
| -- | ----------------- | ----- | -------------------------- |
|    | Italia (bandiera) | C     | Massimo Gallo              |
|    | Italia (bandiera) | C     | Antonio Matarangolo        |
|    | Italia (bandiera) | D     | Davide Mazzotta            |
|    | Italia (bandiera) | D     | Gaetano Nesta              |
|    | Italia (bandiera) | A     | Massimo Francesco Pizzulli |
|    | Italia (bandiera) | A     | Raffaele Rubino            |
|    | Italia (bandiera) | A     | Marcello Sansonetti        |
|    | Italia (bandiera) | C     | Raffaele Alessandro Simone |
|    | Italia (bandiera) | C     | Paolo Sopranzetti          |
|    | Italia (bandiera) | A     | Filippo Massimo Vallarella |